# MAP1LC3A
MAP1LC3A‏ (Microtubule associated protein 1 light chain 3 alpha) هوَ بروتين يُشَفر بواسطة جين MAP1LC3A في الإنسان.